# Buizel
Buizel is een water-Pokémon uit de vierde generatie, ook wel de Diamond en Pearl-generatie genoemd. Deze Pokémon heeft als National nummer 418 en als Sinnoh nummer 56. De verdeling mannelijk/vrouwelijk is 50/50.

## Uiterlijke kenmerken
Het is een Pokémon die op een wezel/otter lijkt. Zijn hoofdkleur is oranje, met een gele kraag, een witte buik en blauwe vinnen aan zijn voorpoten. In Shiny-vorm blijft de buik wit en de vinnen blauw, maar de hoofdkleur is dan geel en de kraag grijs.

## Evolutie
De Pokémon heeft maar één evolutie, namelijk Floatzel. Dit gebeurt op level 26.

## In het wild
Mogelijk item: Wacan Berry (5%)
- Diamond/Pearl: Routes 205, 213, 224, Valley Windworks.
- Platinum: Routes 205 (zuid), 212 (zuid), 213, Valley Windworks.

## Pokédex-omschrijving
- Diamond: Buizel heeft een drijvende buidel die lijkt op een opblaasbare halsband. Hij drijft op water met zijn hoofd boven.
- Pearl: Buizel zwemt door zijn twee staart zoals een schroef te draaien. Als hij drijft vult zijn buidel zich met lucht.
- Platinum: Buizel draait zijn twee staarten zoals een schroef om zichzelf door het water te stuwen. Hij gebruikt zijn staart ook om zeewier te eten.

## Tekenfilmreeks
Buizel komt redelijk veel voor in de tekenfilmreeks. Dit komt doordat de hoofdpersonage, Ash Ketchum, een Buizel heeft. Origineel was hij van Dawn, maar hij heeft deze geruild voor een Aipom.